# Village People (album)
Village People è l'album studio di debutto dell'omonimo gruppo musicale di disco music pubblicato nel 1977. La canzone San Francisco (You've Got Me) raggiunse la quarantacinquesima posizione nelle classifiche britanniche.

## Tracce
1. San Francisco (You've Got Me) - 5:19
2. In Hollywood (Everybody Is a Star) - 5:27
3. Fire Island - 5:49
4. Village People - 5:08